# Occident (film)
Pour plus de détails, voir Fiche technique et Distribution.
Occident est un film roumain réalisé par Cristian Mungiu, sorti en 2002.

## Fiche technique
- Titre français : Occident
- Réalisation : Cristian Mungiu
- Scénario : Cristian Mungiu
- Musique : Petru Margineanu et Ioan Gyuri Pascu
- Production : Dan Badea
- Pays d'origine : Roumanie
- Format : Couleurs
- Durée : 105 minutes
- Dates de sortie : 
  - 2002
  - Belgique : 20 février 2008

## Distribution
- Alexandru Papadopol : Luci
- Anca-Ioana Androne : Sorina
- Samuel Tastet : Jerome
- Tania Popa : Mihaela
- Valeriu Andriuţă : Nae